# Байковский, Ефим Ицкович
Ефи́м Ицкович (Исаакович) Байко́вский (31 марта 1928 — 14 апреля 2015) — советский и российский актёр театра и кино. Народный артист РФ (2001), Народный артист Грузинской ССР (1973).

## Биография
Родился 31 марта 1928 года в Свердловске, в семье И. Э. Байковского (1894—1977), служащего, и Ревекки Соломоновны Байковской (1896—1963), домохозяйки.
Учился в студии при Ленинградском государственном Новом театре (ныне театр Ленсовета) у Б. М. Сушкевича, окончил её в 1947 году.
По окончании студии работал в театрах городов Орёл (1947—1952), Мурманск (1952—1953), Вильнюс (1953—1958), Казань.
В 1957 году дебютировал в роли Чацкого на сцене Челябинского театра драмы. Работал в этом театре до 1969 года.
В 1969—1975 гг. работал в Тбилиси, в Русском драматическом театре имени А. С. Грибоедова, а затем в 1975—1983 гг. в Александринском театре.
С 1983 года — в Московском Новом Драматическом театре.
С 1990 года Ефим Ицкович служил в Московском академическом театре им. Маяковского.
Скончался в Москве 14 апреля 2015 года. Похоронен в Екатеринбурге на Михайловском кладбище.

### Семья
- Жена — актриса Нина Алексеевна Артуновская (1914—2009)[6][7].
- Сестра — Эсфирь Исааковна Байковская, филолог, вела курс теоретической грамматики на факультете английского языка Свердловского государственного педагогического института (СГПИ)[8].
- Брат — Соломон Ицкович Байковский (1925—1949)
- Брат — Юрий Ицкович Байковский (род. 1935)

## Признание и награды
- заслуженный артист РСФСР (1964)
- народный артист Грузинской ССР (1973)
- народный артист России (2001)[1]
- Орден Дружбы (2009)[9]
- Почётная грамота Президиума Верховного Совета РСФСР (1991)[10]
- лауреат премии газеты «Московский комсомолец» за лучшую мужскую роль (2013)

## Творчество

### Роли в театре

#### Челябинский государственный академический театр драмы
- 1957 — «Горе от ума» А. С. Грибоедова. Режиссёр: Н. Медведев — Чацкий
- 1958 — «Бесприданница» А. Н. Островского. Режиссёр: В. Ефремова — Паратов
- 1959 — «Битва в пути» Г. Е. Николаевой. Режиссёр: Медведев — Вальган
- 1960 — «Анна Каренина» Л. Н. Толстого. Режиссёр: В. Ефремова — Вронский
- 1961 — «Океан» А. П. Штейна. Режиссёр: Давид Любарский — Платонов
- 1962 — «Власть тьмы» Л. Н. Толстого. Режиссёр: Н. Мокин — Никита
- 1963 — «Палата» С. И. Алешина. Режиссёр: П. Кулешов — Новиков
- 1964 — «Совесть» Д. Павловой. Режиссёр: Меер Гершт — Мартьянов
- 1964 — «Король Лир» Шекспира. Режиссёр: Юрий Альховский — Эдмунд
- 1964 — «Филумена Мартурано» Эдуардо де Филиппо. Режиссёр: Меер Гершт — Доменико Сориано
- 1969 — «Варвары» М. Горького. Режиссёр: Б. Второв — Черкун

#### Московский академический театр им. Вл. Маяковского
- «Да здравствует королева, виват!» — Нау (ввод в спектакль 1977 года)
- «Плоды просвещения» — Фёдор Иваныч (ввод в спектакль 1985 года)
- «Закат» — Бобринец (ввод в спектакль 1988 года)
- 1991 — «Виктория?..» — Лорд Барнхем
- 1994 — «Жертва века» по пьесе А. Н. Островского «Последняя жертва» — Салай Салтаныч
- 1995 — «Госпожа министерша» — Риста Тодорович
- 1995 — «Кин IV» — Лорд Мьюил
- 1997 — «Забавы Дон Жуана» — Старый актёр
- 1998 — «Чума на оба ваши дома!» — Бартоломео делла Скала, герцог Веронский
- 2002 — «Строитель Сольнес» — Кнут Брувик
- 2003 — «Карамазовы» — Григорий[5]
- 2004 — «Карлик» — Бернардо
- 2005 — «Мёртвые души» Н. В. Гоголя. Режиссёр: Сергей Арцибашев — Губернатор
- 2010 — «Три сестры» — Ферапонт
- 2011 — «Квит на квит» — Столешников
- 2012 — «Таланты и поклонники» — Нароков
- 2012 — «Цена» — Грегори Соломон
- 2014 — «Бердичев» — Макар Евгеньевич
- 2015 — «Плоды просвещения» — Федор Иваныч

### Фильмография
- 1970 — Сады Семирамиды
- 1975 — Побег на рассвете — губернатор
- 1977 — Берега — наместник
- 1978 — Однофамилец
- 1981 — 20-е декабря
- 1982 — Солнечный ветер
- 1993 — Раскол — губернатор Клейгельс
- 2002 — Чума на оба ваши дома! — Бартоломео делла Скала
- 2002 — Маска и душа — заведующий гардеробом Мариинского театра
- 2004 — Великие авантюристы России. Цикл фильмов. Фильм «Сонька — Золотая Ручка»
- 2005 — «Кулагин и партнеры»
- 2007 — Взрослая жизнь девчонки Полины Субботиной
- 2009 — Грязная работа — Епифаныч (серия «Дело шпиона»)
- 2011 — МУР. Третий фронт — Яков Соломонович, портной